# Arthrocaulon
Arthrocaulon és un gènere de  plantes amb flors de la família amarantàcies i de la subfamília de les Salicornioideae on també es troben altres gèneres de plantes pròpies d'indrets amb sòls salins (halòfits), suculentes, amb tiges aparentment articulades i amb fulles esquamiformes molt reduïdes, com Salicornia, Halocnemum, Halopeplis, Microcnemum, Halostachys, Sarcocornia... Tots ells pertanyien tradicionalment a la família de les quenopodiàcies, abans que el Grup per a la filogènia de les angiospermes proposés incloure tota aquesta família dins de les amarantàcies.
Es distribueixen principalment a la Macaronèsia, al voltant del Mar Mediterrani, fins la Península aràbica o el Senegal, Angola...

## Taxonomia
Aquest gènere, publicat per Piirainen i G.Kadereit l'any 2017, és un dels que surten de la revisió efectuada pel Grup per a la filogènia de les angiospermes d'un altre gènere tradicional anomenat Arthrocnemum, proposat per Alfred Moquin-Tandon el segle XIX. Tenia al voltant d'una cinquantena d'espècies de salicorns llenyosos i amb nombrosos rebrots estèrils  que han anat a parar a altres gèneres, entre els quals hi ha Salicornia, Arthrocaulon, Sarcocornia o Tecticornia entre d'altres.

### Espècies[1]
De les tres espècies acceptades dins d'aquest gènere (segons "Plants of the World Online") només A.macrostachyum (el salicorn glauc) es pot  trobar als Països Catalans, en aiguamolls litorals que poden assecar-se i tenen sòls molt salins, tot al llarg del litoral, des de la plana del Rosselló fins al Baix Segura i també en alguns indrets de les Illes Balears.
- Arthrocaulon franzii (Sukhor.) Piirainen & G.Kadereit
- Arthrocaulon macrostachyum (Moric.) Piirainen & G.Kadereit
- Arthrocaulon meridionalis Est.Ramírez, Rufo, Sánchez Mata & Fuente